# 埃斯蘭夏爾
埃斯蘭夏爾（波斯語：‎，羅馬化：Eslāmshahr）是伊朗的城市，位於該國北部，由德黑蘭省負責管轄，海拔高度1,068米，該市以手工藝品聞名，2006年人口357,171，居民主要在卡拉季的工業區工作。